# Rhynchosia erythraeae
Rhynchosia erythraeae är en ärtväxtart som beskrevs av Georg August Schweinfurth. Rhynchosia erythraeae ingår i släktet Rhynchosia och familjen ärtväxter. Inga underarter finns listade i Catalogue of Life.